# Taske å
Taske å är ett mindre vattendrag i Foss socken i Munkedals kommun och i Skredsviks socken i Uddevalla kommun. Ån är ungefär 20 km lång och avvattnar bland annat sjön Buvattnet öster om Hogstorp. Den förenar sig med Åsanebäcken och mynnar ut i Saltkällefjorden vid samhället Saltkällan.
Den sista kilometern av åns nedre lopp ingår i Gullmarns naturreservat och är ett så kallat Natura 2000-område. Hela sträckningen på ån och Åsanebäcken är av riksintresse i naturvårdshänseende, då det ingår i vattensystemet kopplat till Gullmarn.
20 december 2006 inträffade i åns nedre dalgång vägraset vid Småröd, där väg E6 rasade ned i ån, vilket gjorde vägen oframkomlig ett par månader.